# ارکیده خورشیدی نمازخوان
ارکیده خورشیدی نمازخوان (نام علمی: Thelymitra adorata) نام یک گونه از سرده ارکیده‌های خورشیدی است.